# Ocyptamus cultrinus
Ocyptamus cultrinus är en tvåvingeart som först beskrevs av Charles Howard Curran 1939. Ocyptamus cultrinus ingår i släktet Ocyptamus och familjen blomflugor.
Artens utbredningsområde är Panama. Inga underarter finns listade i Catalogue of Life.